# Kazu Naoki
Kazu Naoki (直木 和, Naoki Kazu) est un footballeur international japonais né le 23 mars 1918 et mort le 30 novembre 1944. Il évoluait au poste d'attaquant.

## Biographie
Kazu Naoki reçoit une seule et unique sélection en équipe du Japon, lors de l'année 1940.